# Édouard Dahome
Édouard Dahome, né le 1er novembre 1958  est un homme politique béninois. Il est le seul membre du gouvernement à porter le titre de secrétaire d 'État. Il est en effet nommé, lors du remaniement  ministériel survenu le 17 avril 2023, secrétaire d’État à l'énergie. Le 18 mars 2024, il quitte le gouvernement après sa nomination en conseil des ministres la présidence de l’Autorité de régulation de l'électricité (Bénin)''.

## Biographie

### Enfance et formations
Édouard Dahome naît le  1 novembre 1958.  Il est diplômé de de  l’école polytechnique de France en 1980.

### Carrière
Édouard Dahome est auparavant président d'EDF Afrique services. Il entre en effet dans l'entreprise dès sa sortie de l'École polytechnique. En 2016, Edouard Dahome quitte le groupe EDF à la suite de la nomination de Valérie Levkov à la tête de la direction Afrique et Moyen-Orient de l'entreprise. Après cela, il fonde DRH Energie, un cabinet spécialisé dans le conseil et le développement de projets énergétiques en Afrique en partenariat avec un compatriote. Avant son entrée au gouvernement, il occupe le poste de conseiller technique à la stratégie énergétique auprès l'ex du ministre de l'énergie: le sieur Dona Jean-Claude Houssou. Hormis cela, il est le coordinateur de la cellule stratégique chargée du développement du secteur de l'électricité au palais de la Marina,,,,,. Depuis, le 18 mars 2024, il a quitté le gouvernement et a été nommé Président de l'Autorité de Régulation de l'Electricité (ARE). 
Édouard Dahome  entre au gouvernement de Patrice Talon le même jour que Yvon Détchénou qui est nommé garde des sceaux, ministre de la justice et de la Législation.